# Eddington (månkrater)
För andra betydelser, se Eddington.
Eddington är en nedslagskrater på månen, med en diameter på 12 km. Den är uppkallad efter astrofysikern Arthur Eddington.

## Satellitkratrar
| Eddington | Latitud | Longitud | Diameter |
| --------- | ------- | -------- | -------- |
| P         | 21.0° N | 71.0° V  | 12 km    |